# Peter Joseph Osterhaus
Peter Joseph Osterhaus (né le 4 janvier 1823 à Coblence en province de Rhénanie, et décédé le 2 janvier 1917)  est un major-général de l'Union.

## Avant la guerre
Peter Joseph Osterhaus a suivi une scolarité à l'académie militaire de Berlin.
Il émigre aux États-Unis après avoir participé aux révolutions de 1848-49. Il s'installe en Illinois en tant que marchand et postier.
Il entre en politique, dans le parti républicain, et fait la connaissance d'Abraham Lincoln.
En 1860, il s'installe à Saint-Louis en tant que marchand et comptable. Il participe activement à la communauté germano-américaine et à la formation des compagnies des Homeguard.

## Guerre de Sécession
Au début du conflit, Peter Joseph Osterhaus est promu major, le 27 avril 1861, dans le 2nd Missouri Volunteers et est libéré 4 mois plus tard. Pendant ces quatre mois, il participe, avec le général Nathaniel Lyon à la prise du camp Jackson commandé par le brigadier-général confédéré Daniel M. Frost (en). Il participe aussi à la bataille de Boonville et poursuit les Missouri State Guard. Il participe à la bataille de Wilson's Creek et couvre la retraite des Fédéraux à l'issue de celle-ci.
Il est alors promu colonel le 19 décembre 1861 dans le 12th Missouri Infantry affecté  à la seconde brigade  de la troisième division du général Franz Sigel.
Pendant la campagne de Pea Ridge, il commande la première  Brigade de la première division de Franz Sigel au sein de l'armée du Sud-Ouest. Il participe alors à la bataille de Pea Ridge. Il prend part, ensuite à la campagne de Vicksburg et participe à la prise du Fort Hindman.
Il est promu brigadier-général le 9 juin 1862. En février 1863, Peter Joseph Osterhaus commande la 9th Division dans le  13th Corps du général McClernand. Il participe alors à la prise de Port Gibson. Osterhaus est blessé à la bataille de Big Black River Bridge.
Après la prise de Vicksburg, la 9th Division est démantelée et Peter Joseph Osterhaus attend 20 jours une nouvelle affectation. Il prend alors le commandement de la 1st Division du 15th Corps du général Sherman et participe à la campagne de Chattanooga. Il coopére avec le major général Joseph Hooker pendant l'attaque de Lookout Mountain le 24 novembre 1863. Pendant les combats à Missionary Ridge, Peter Joseph Osterhaus fait un mouvement de flanc décisif contre les Confédérés.
Après cette campagne, la division d'Osterhauss est affecté au 15th Corps du général Logan dans l'armée du Tennessee commandée par le général McPherson. Fin mai 1864, il participe à la bataille de Dallas
Il est promu major-général le 23 juillet 1864 et participe à la campagne de Savannah.
Il est ensuite affecté en tant que chef d'état-major du général Canby et participe aux batailles de Fort Spanish (en) et de Fort Blakely (en) pendant le campagne de Mobile (en) en avril 1865.

## Après la guerre
Peter Joseph Osterhaus quitte le service actif le 15 janvier 1866 après avoir été commandant militaire du district du Mississippi.
Le président Andrew Johnson nomme Peter Joseph Osterhaus consul des États-Unis à Lyon en France. Il reste 11 ans consul puis retourne en Allemagne à Mannheim après avoir pris sa retraite en 1877. Il est enterré à Coblence en Allemagne.